# SARIA Bio-Industries
SARIA Bio-Industries AG & Co. KG — группа европейских компаний с центральным офисом в городе Зельм (Германия). Предприятие оказывает услуги в секторах сельскохозяйственной и пищевой промышленности.
Основной деятельностью фирмы является утилизация побочных продуктов мясоперерабатывающей и пищевой отраслей. Фирма также занимается производством альтернативных видов энергии, ингредиентов для отраслей, специализирующихся на производстве продуктов питания, кормов для животных, аквакультуры, олеохимии и сельского хозяйства.
САРИЯ является одним из крупнейших предприятий в Европе, предлагающих подобный спектр продуктов и услуг, и относится к частной группе компаний «Ретманн Групп».

## История
«САРИЯ Био-Индастрис» AГ & Ko. KГ, которое в числе других предприятий, находилось в составе «РЕТМАНН» TBA ГмбХ & Ко. КГ, было создано как самостоятельное предприятие «Группы- РЕТМАНН» с целью объединения и активизации деятельности концерна на сегменте — продукт и услуги для мясоперерабатывающей отрасли.
Историческим моментом вступления «РЕТМАНН» в область переработки побочных продуктов от мясоперерабатывающей отрасли является приобретение фирмы «Gebr. Schapp» в 1977 г. в Марле (Германия).
К моменту создания «САРИИ» уже существовали 7 перерабатывающих предприятий в Германии, 10 — во Франции (бывшие: Soporga und SFM), по одной — в Австрии, Польше, Чехии и Испании. С 1998 года предприятие постоянно развивалось благодаря созданию новых предприятий, реорганизации существующих перерабатывающих предприятий и приобретению других предприятий, занятых аналогичными видами деятельности.
Большим скачком вперед стал ввод в действие в 2001 году в Мальхине первого в Германии предприятия по производству биодизеля из жиров животного происхождения. За ним последовали другие предприятия, на которых дополнительно было освоено производство биотоплива из растительных масел.
Первым предприятием для Saria в России стал завод по утилизации отходов мясопереработки в Татарстане. Его строительство началось в 2011 году.

## Структура предприятия
Под управлением «Сария Био-Индастрис» AГ&Ko. KГ собраны отдельные структурные подразделения «САРИЯ» в других странах. Около 3.600 сотрудников работают сегодня на предприятиях «САРИЯ» (около 100 предприятий), расположенных в 10-и европейских странах. В Республике Беларусь «САРИЯ» представлена Иностранным предприятием «Сария Био-Индастрис», которое расположено в Березовском районе, Брестской области и в Минске.
Предприятие зарегистрировано в Республике Беларусь в 2005 году. Завод по переработке отходов животного происхождения введен в эксплуатацию в конце 2008 года.
Мощности предприятия в год:
Сбор и переработка 45 тыс. тонн побочных продуктов животного происхождения;
10000 тонн муки кормовой животного происхождения;
4000 тонн жира животного технического.